# Fundació Pere Coromines
La Fundació Pere Coromines, d'Estudis Filosòfics, Històrics, Literaris i d'Investigació Lingüística (FPC) va ser creada el 17 d'abril de 1997 pel lingüista Joan Coromines i porta el nom del seu pare, l'escriptor, polític i economista Pere Coromines i Montanya.
El 28 de setembre de 2006 el president de la Generalitat de Catalunya, Pasqual Maragall, va inaugurar la seu de la Fundació Pere Coromines a Sant Pol de Mar, a la que havia estat la casa d'estiueig de la família Coromines, un cop rehabilitada.
El principal objectiu de la Fundació és la preservació, divulgació i continuació de l'obra de Joan Coromines, així com la vetlla i la salvaguarda del seu llegat intel·lectual i moral. El seu director és Josep Ferrer i Costa.